# Antoniterkloster Höchst

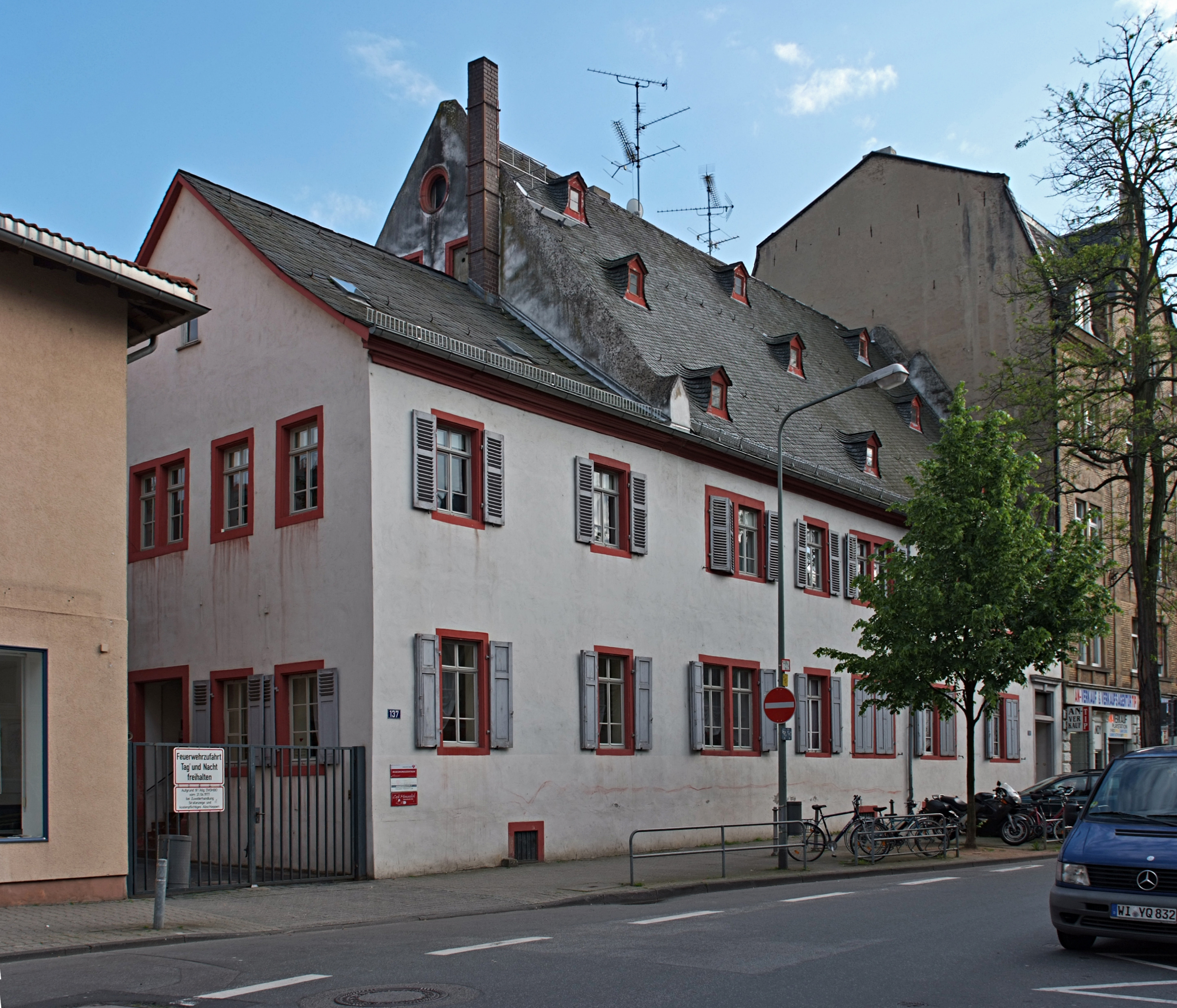
Wohngebäude des Antoniterklosters Höchst in der Bolongarostraße 137–139

Das Antoniterkloster Höchst ist ein ehemaliges Kloster des Antoniterordens im heutigen Frankfurt-Höchst, das von 1441 bis 1802 bestand. Von der ursprünglichen Klosteranlage aus der Mitte des 15. Jahrhunderts sind nur noch zwei Gebäude erhalten.

## Der Antoniterorden in Höchst

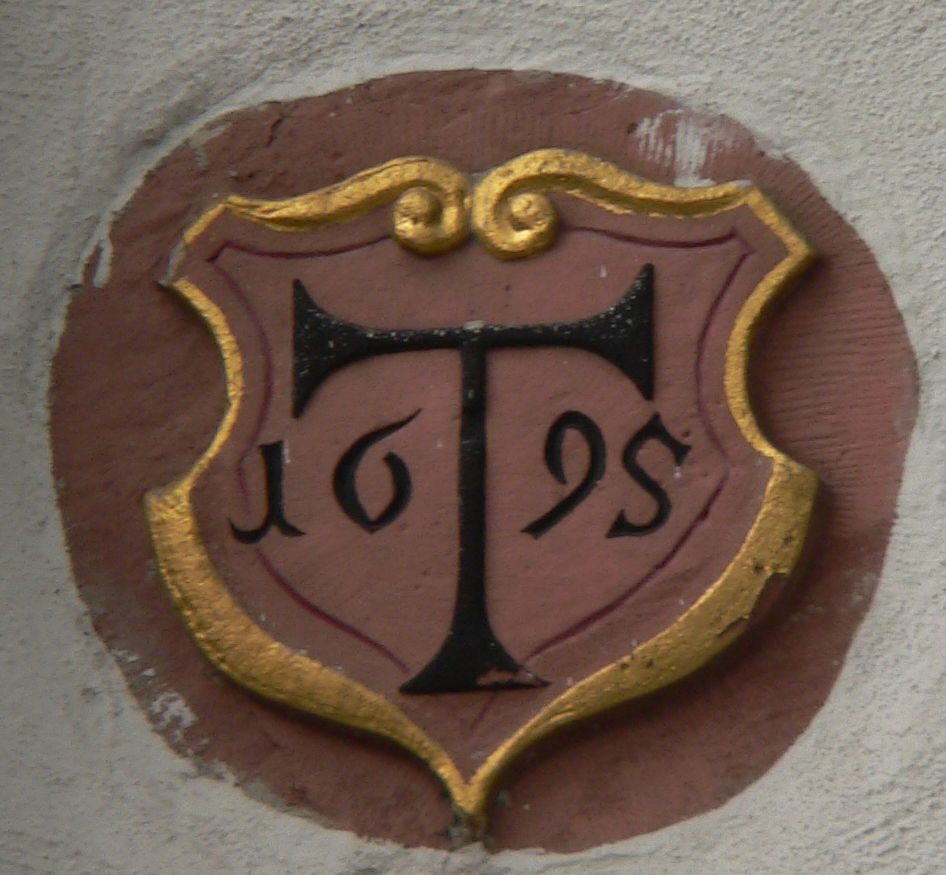
Antoniterkreuz an der Fassade des Klostergebäudes

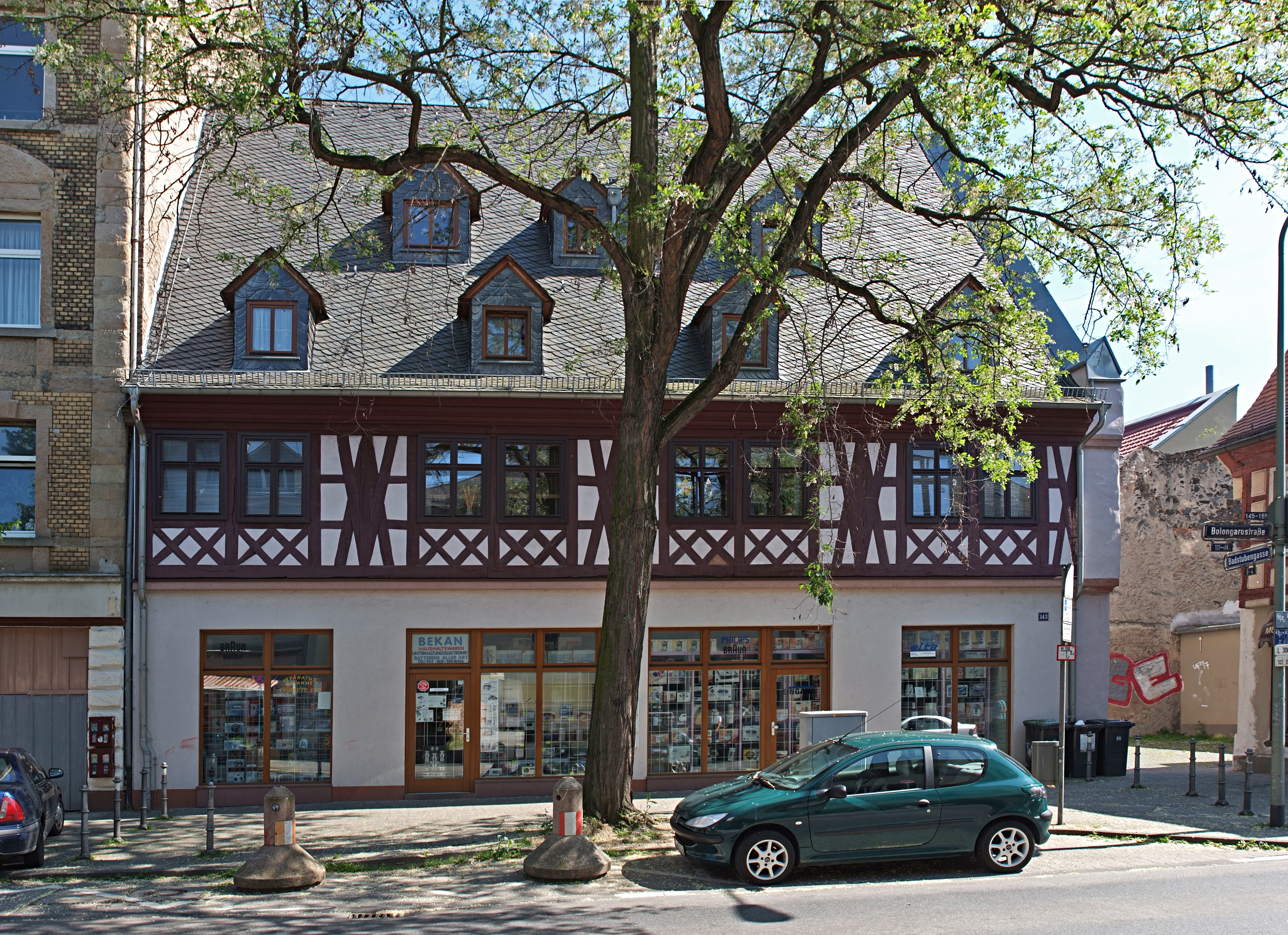
Konventsgebäude des Antoniterklosters Höchst in der Bolongarostraße 143

Im Jahr 1441 zog das bis dahin in Roßdorf bei Hanau ansässige Antoniterkloster auf eine Einladung des Kurmainzer Erzbischofs Dietrich Schenk von Erbach nach Höchst. Die Einladung war mit erheblichen Privilegien versehen. Die Antoniter übernahmen die Justinuskirche, die Höchster Pfarrkirche war, und das ehemalige Albanuskloster sowie steuerfrei alle damit verbundenen Einkünfte aus Pfründen und Privilegien. Der Warenbedarf des Klosters konnte zollfrei eingeführt werden. Die Justinuskirche wurde nach Osten hin um einen gotischen Hochchor erweitert, daran schloss sich die Klosteranlage mit Wohn- und Wirtschaftsgebäuden an. 
Im Rahmen der Säkularisation von 1803 wurde das Antoniterkloster Höchst aufgelöst. Bereits im Oktober 1802 ging Höchst in Vorwegnahme der Säkularisation von Kurmainz an das Herzogtum Nassau über. Das Antoniterkloster wurde drei Monate später enteignet und die vier dort noch wohnenden Ordensleute zogen in ein Wohnhaus in Höchst. Zwischen 1803 und 1809 gab es verschiedene Pläne für die Nutzung des Anwesens als Kaserne, Archiv oder Lagerhaus. 1804 wurde eine provisorische Schule darin eingerichtet, 1809 wurde das Anwesen in zwei Teilen verkauft.

## Erhaltener Gebäudebestand
Das in den Jahren 1441 bis 1443 errichtete Gebäude in der Bolongarostraße 137–139 (⊙) ist ein Restbestand der ehemaligen Wohn- und Wirtschaftsräume des Antoniterordens. Das zwischen 1441 und 1443 errichtete Gebäude ist im Kern spätgotisch, es wurde 1586 mit Renaissanceerkern versehen. Das Gebäude ist im Besitz der Stadt Frankfurt. Es dient als Wohnhaus und Altentagesstätte.
Das Gebäude in der Bolongarostraße 143 (⊙) stammt im Kern aus dem Jahr 1516 und stellt einen architektonischen Übergang von der Spätgotik zur Renaissance dar. Entsprechend zeigt es die im mitteldeutschen Verbreitungsgebiet des Fachwerks zeittypischen geschosshohen, überkreuzenden Streben und Gegenstreben zwischen Schwelle und Rähm. Im 19. Jahrhundert wurde das Gebäude baulich verändert, im Erdgeschoss entstanden Ladengeschäfte. 1994 wurde das Gebäude weitgehend rekonstruiert und baulich wieder auf den Zustand zu Beginn des 16. Jahrhunderts zurückgeführt.
Die Teilung der Anlage in die vorgenannten zwei Gebäude erfolgte 1896: Der Errichtung eines unmaßstäblichen Mietshauses auf der Parzelle von Bolongarostraße 141 fiel rund ein Drittel der mittelalterlichen Anlage zum Opfer. Die Zehntscheune im Garten des Antoniterklosters wurde im März 1966 abgerissen, obwohl sie unter Denkmalschutz stand. An ihrer Stelle entstand ein Kinderhort mit Spielplatz.